# Pete Souza

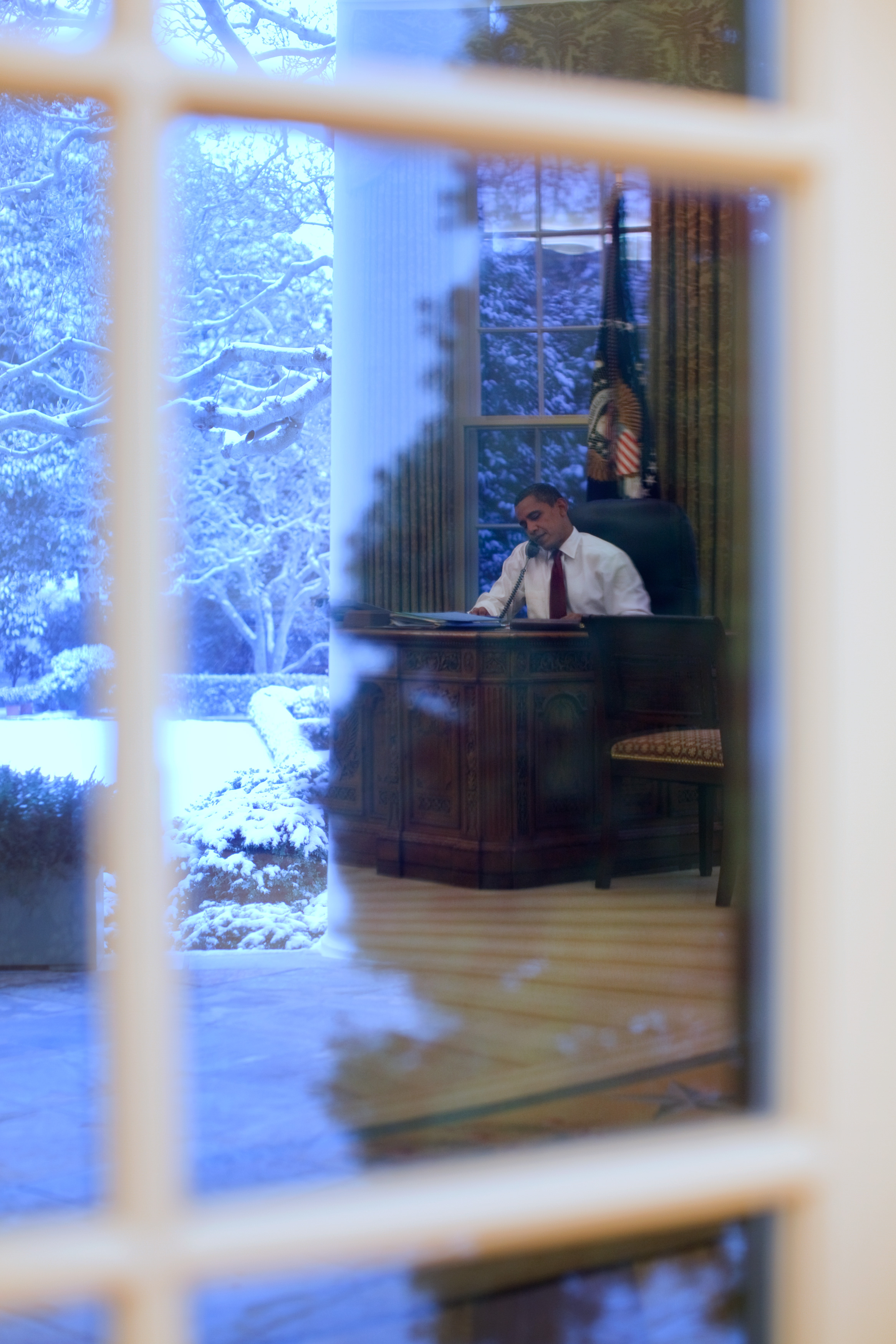
Pete Souza: Barack Obama v Bílém domě

Pete Souza (* 31. prosince 1954) je americký fotoreportér a bývalý hlavní oficiální fotograf Bílého domu a prezidenta Baracka Obamy v letech 2009 – 2017.

## Život a dílo
Narodil se v Dartmouthu v Massachusetts a absolvoval Bostonskou univerzitu s magisterským titulem a obor žurnalistiky a masové komunikace na Kansaské státní univerzitě.
Pracoval jako fotograf Bílého domu pro prezidenta Ronalda Reagana od června 1983 až do roku 1989, kdy Reagan Bílý dům opustil. Ve Washingtonu pracoval deset let jako fotograf pro Chicago Tribune. V červnu 2004 se stal oficiálním fotografem státního pohřbu Ronalda Reagana.
Souza se s Obamou poprvé setkal v Senátu v roce 2005, kde dokumentoval jeho první rok, cestoval s ním na mnoha zahraničních cestách včetně Keni, Jižní Afriky a Ruska. V červenci 2008 zveřejnil Souza své nejlepší fotografie v bestselleru The Rise of Barack Obama.
V květnu 2009 Souza začal používat Flickr jako oficiální kanál pro vydávání fotografií z Bílého domu. Fotografie byly původně vydávány s licencí Creative Commons Attribution, která vyžaduje uvedení fotografa. Flickr později vytvořil novou licenci, která je označována jako United States Government Work (dílo vlády USA) a která není omezena autorskými právy. Fotografie jsou vydávány s následujícím prohlášením: „Tyto fotografie jsou k dispozici pouze ke zveřejnění informační zprávy... nebo pro osobní potřebu... Fotografie nesmí být v žádném případě manipulovány a nesmí být použity v obchodních nebo politických materiálech, inzerátech, e-mailech, produktech, propagačních akcích, které nemají schválení nebo potvrzení předsedy, prezidentovy rodiny nebo Bílého domu.“
Jeho nejznámějším dílem pod administrativou Obamy je fotografie Situation Room. Je na ní zobrazen prezident Obama, viceprezident Biden a členové národní bezpečnosti při sledování živě přenášené operace Navy SEALs „Neptunovo kopí“, při níž byl 2. května 2011 zabit Usáma bin Ládin.
Souza také pracoval na volné noze pro National Geographic a časopis Life. Po teroristických útocích 11. září 2001 byl jedním z prvních fotožurnalistů, kteří dokumentovali válku v Afghánistánu a pád Kábulu.
Byl asistentem fotožurnalistiky na Univerzitě v Ohiu než byl požádán, aby se stal od 4. ledna 2009 oficiálním fotografem Baracka Obamy.
Tisíce jeho snímků spadají do kategorie public domain a jsou k dispozici na úložišti obrázků Wikimedia Commons.

## Fotografické knihy
- Unguarded Moments: Behind-the-scenes Photographs of President Reagan
- Images of Greatness: An Intimate Look at the Presidency of Ronald Reagan
- The Rise of Barack Obama

## Galerie

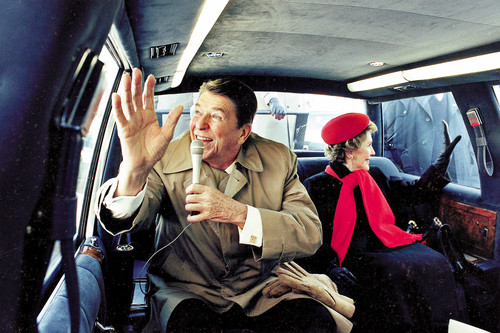
Reaganovi v limuzíně oslavují narozeniny, Dixon, Illinois, únor 1984
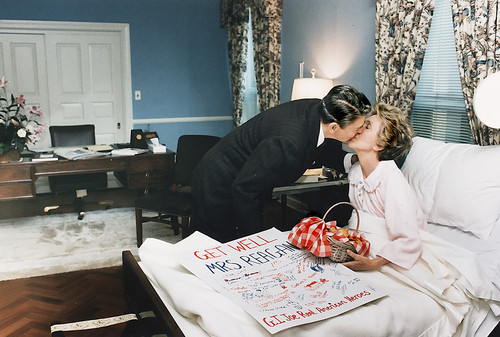
Nancy Reaganová v nemocnici, říjen 1987
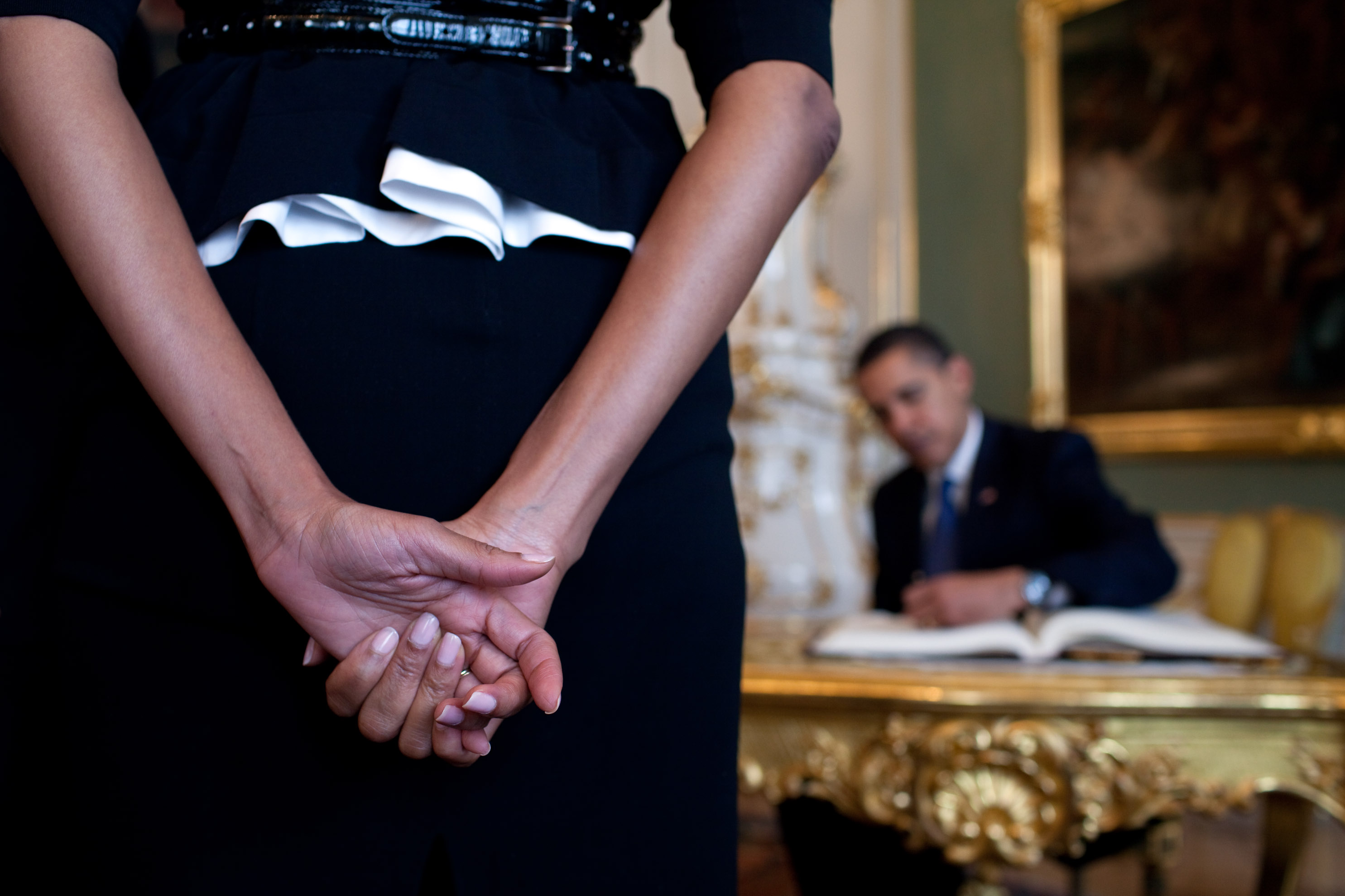
Barack a Michelle Obamovi na Pražském hradě, 5. dubna 2009
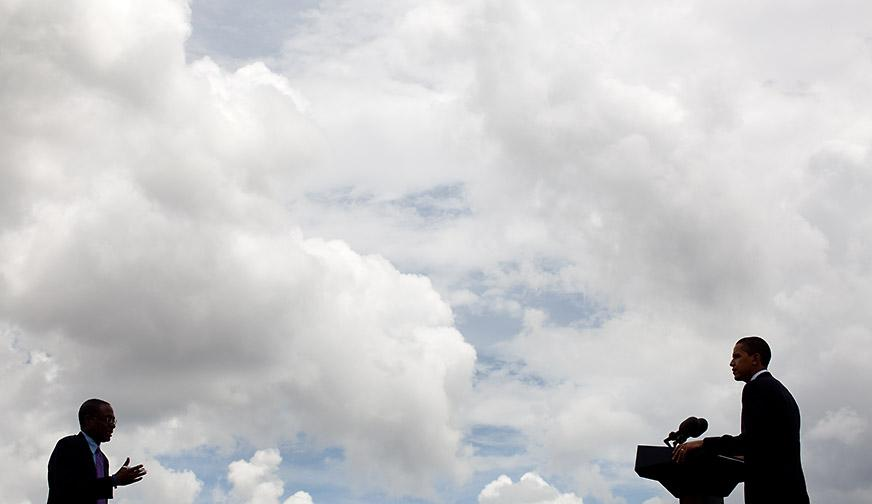
Barack Obama na tiskové konferenci ve Španělsku
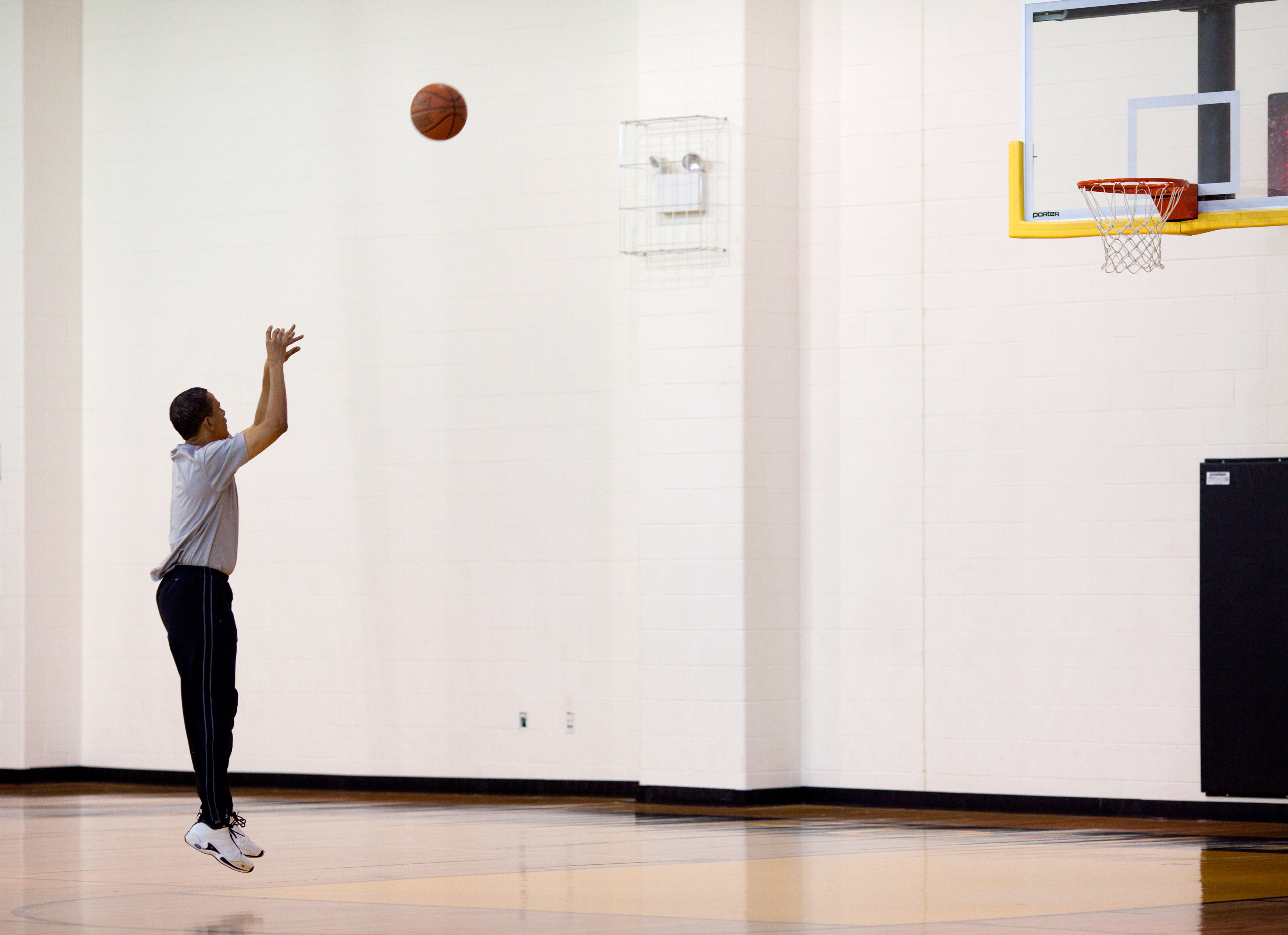
Barack Obama hraje basketbal
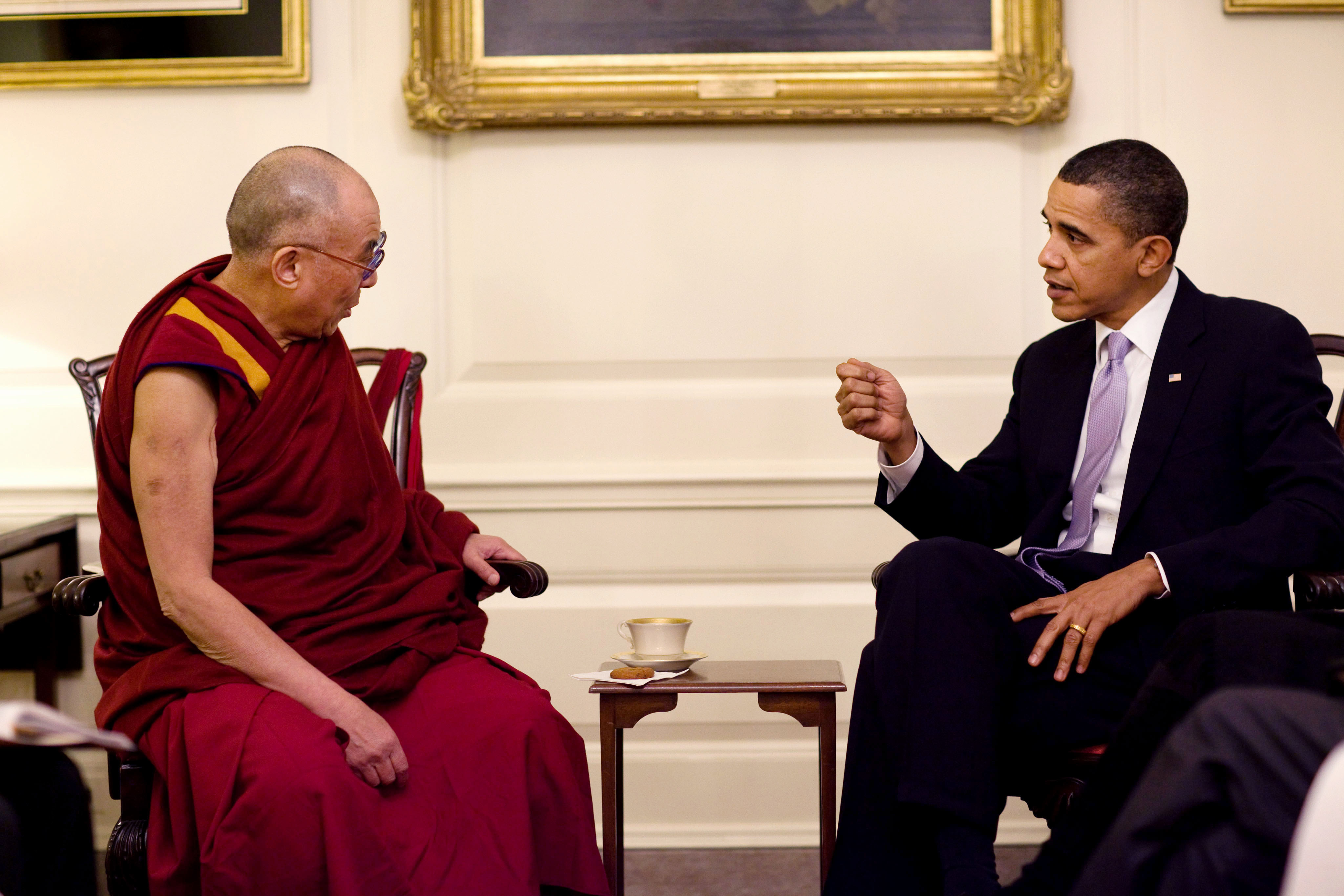
Barack Obama s Dalajlámou
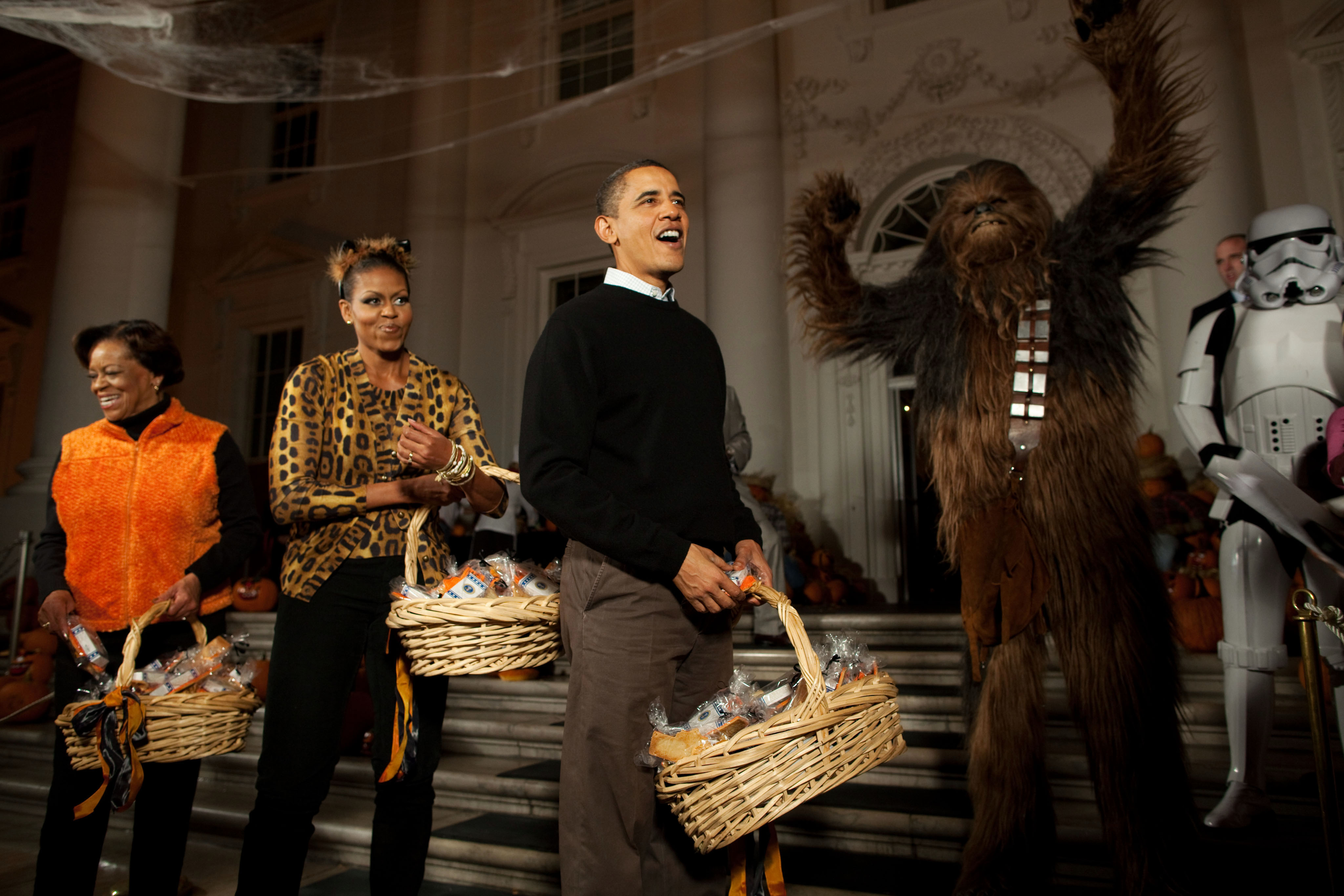
Obamův Halloween 2009
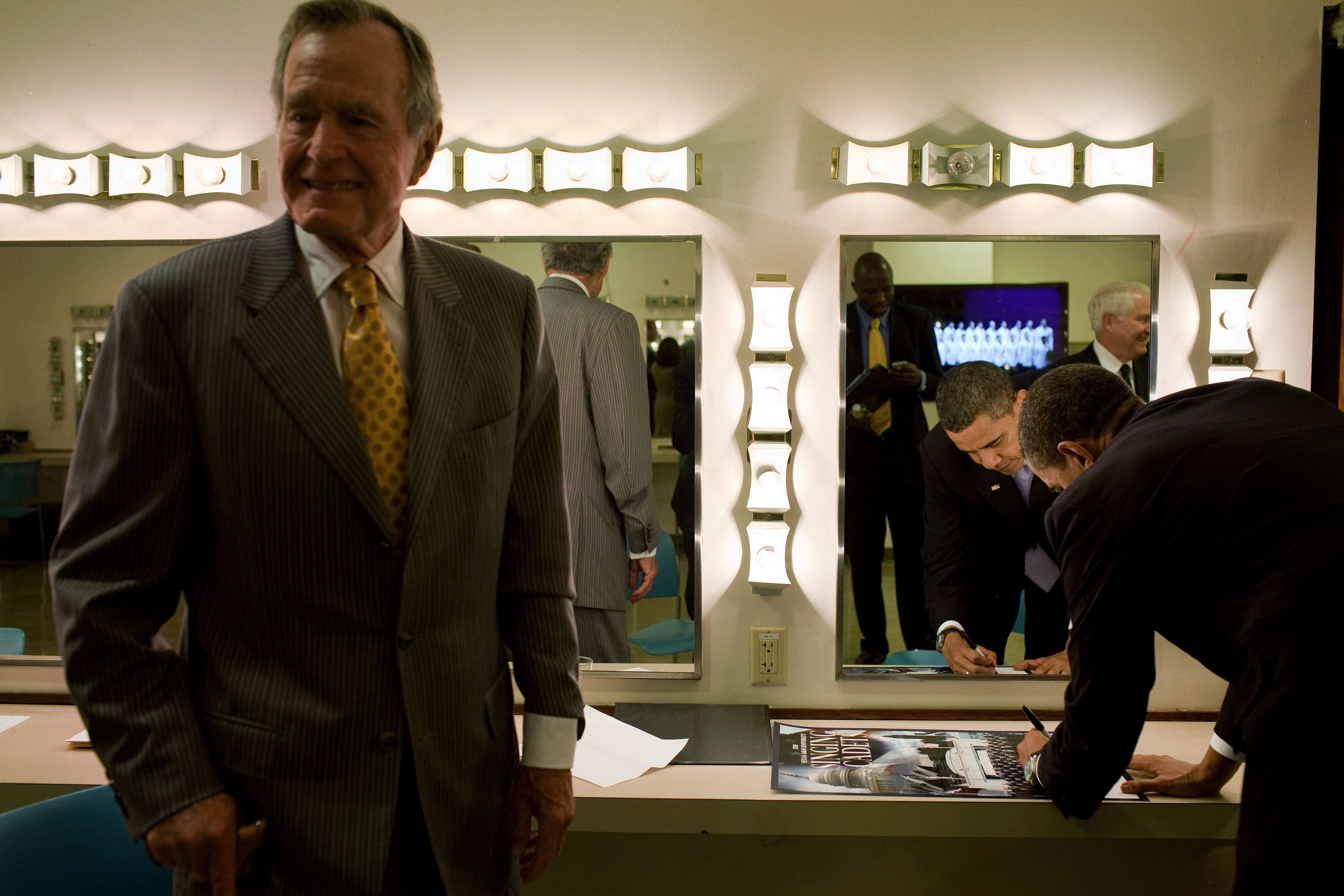
Barack Obama a George H. W. Bush na Texas A&M University
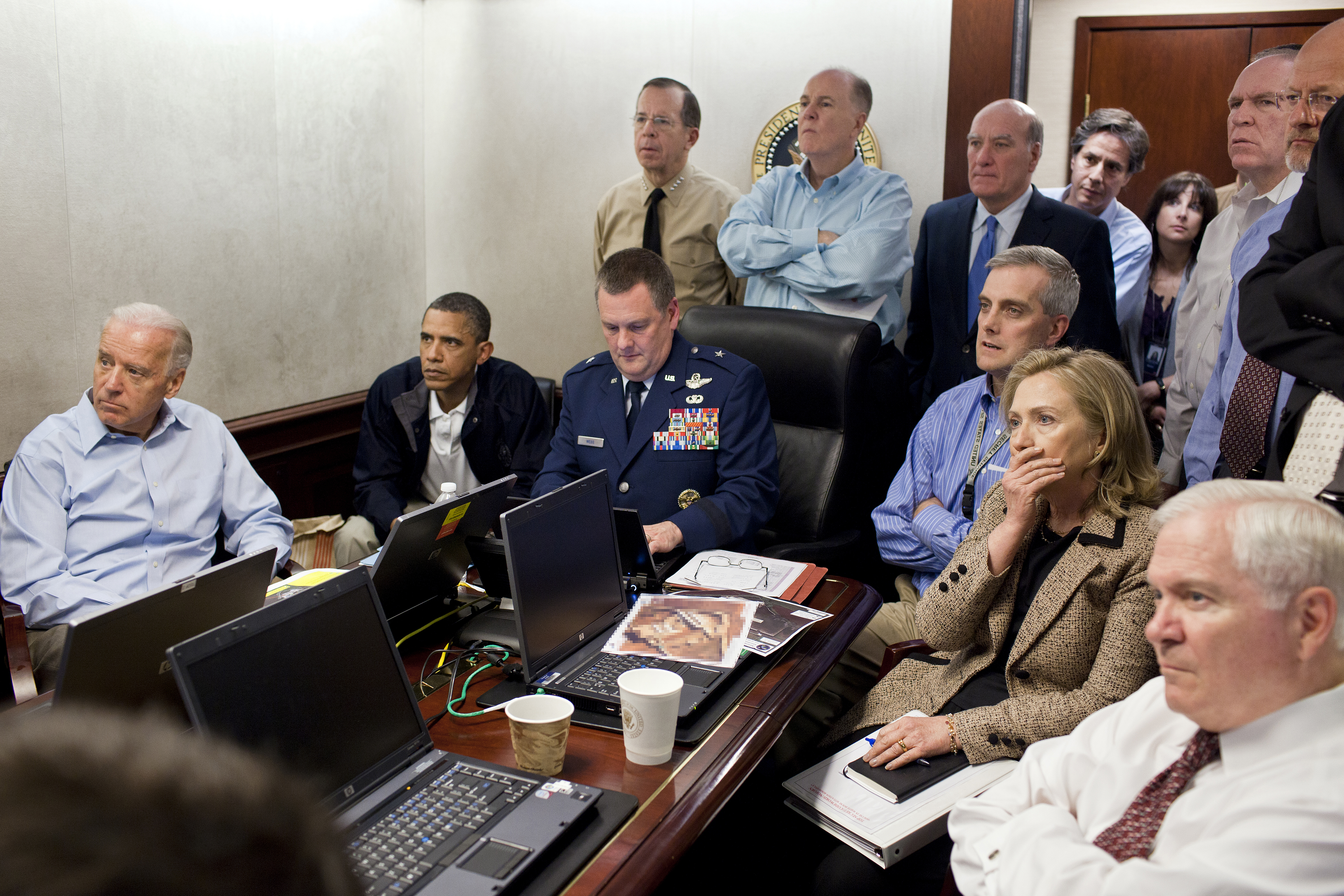
Situation Room: Sedící zleva doprava: Joe Biden, Barack Obama, generál Marshall B. Webb, Denis McDonough, Hillary Clintonová a Robert Gates sledují v Bílém domě, s dalšími členy bezpečnostní rady, živě přenášenou operaci Navy SEALs „Neptunovo kopí“, při níž byl 2. května 2011 zabit Usáma bin Ládin.
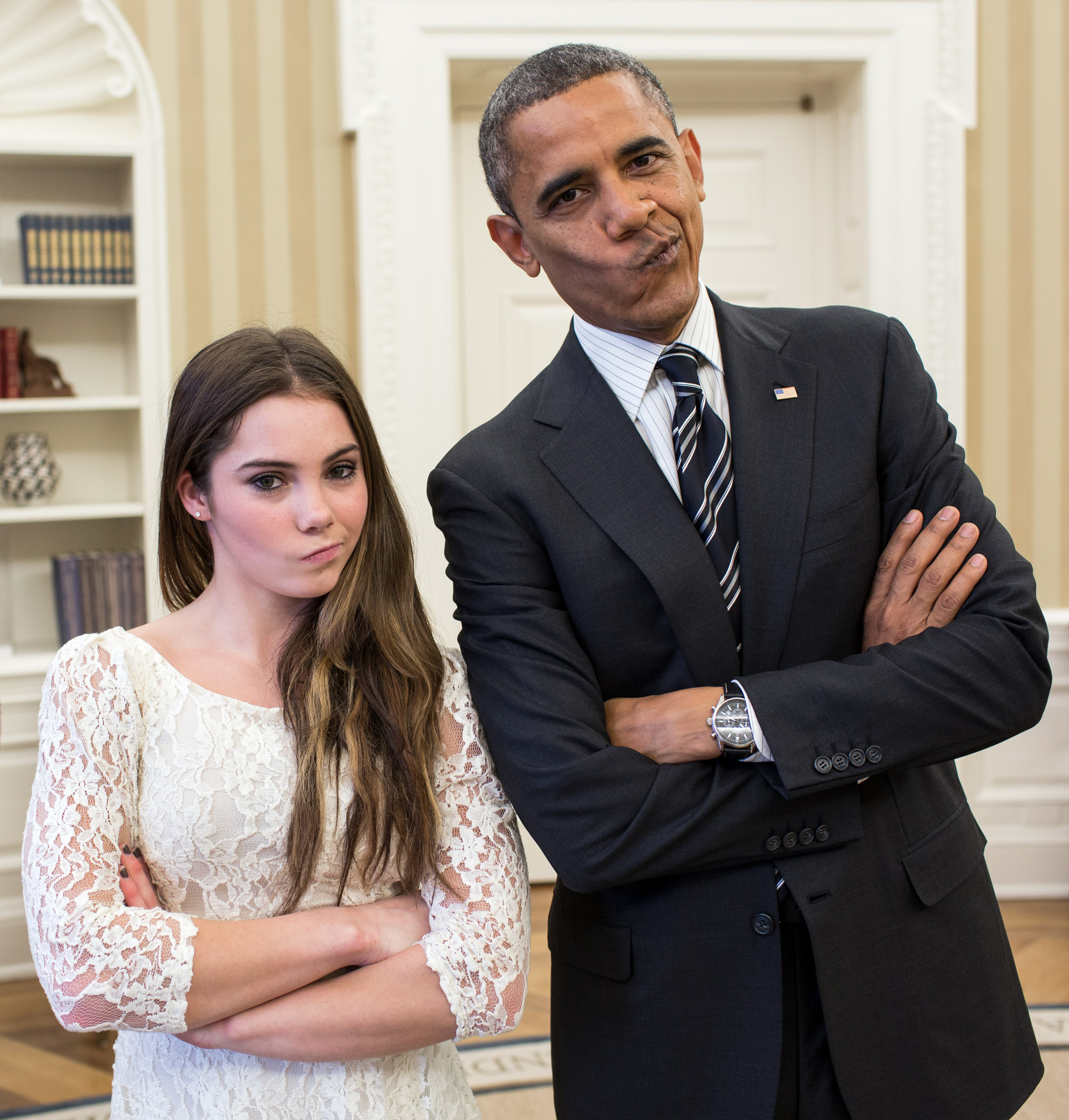
Gymnastka McKayla Maroneyová s americkým prezidentem Obamou. Úšklebek odkazuje na momentku, která ji zachytila zklamanou s našpulenými rty při převzetí stříbra za přeskok na LOH 2012. Olympijský snímek Yahoo! vyhodnotilo „nejvirálnějším fotem 2012“
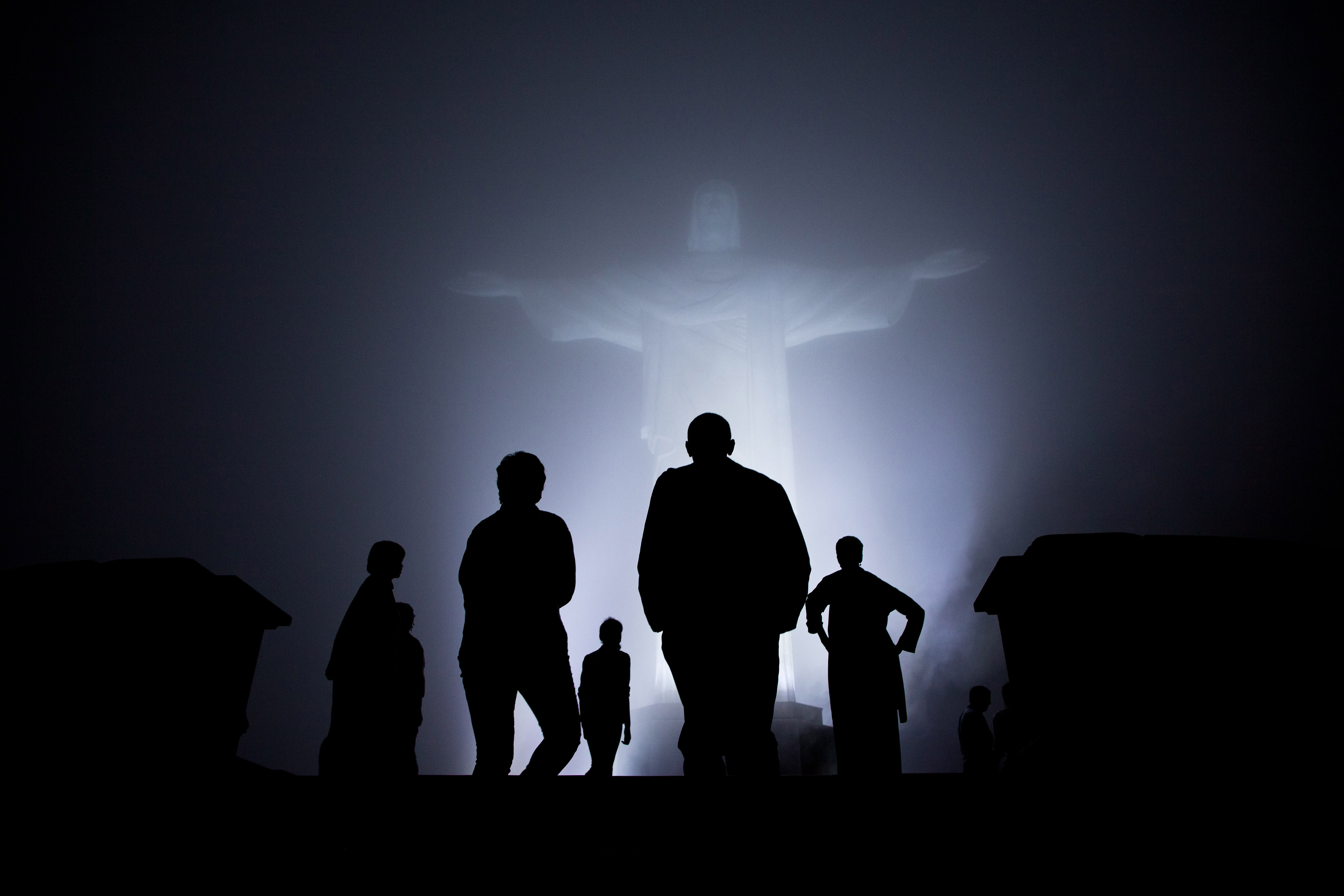
Prezident Spojených států amerických Barack Obama s chotí Michelle Obamovou a dcerami Sashou a Maliou na cestách u sochy Krista Spasitele v Riu de Janeiro v Brazílii dne 20. března roku 2011.